# 사직동 (청주시)
사직동(社稷洞)은 충청북도 청주시 서원구에 있는 동이다. 청주시에 중앙부에 있는 동으로 청주종합경기장, 청주야구장, 청주예술의전당, 청주의료원이 있고, 1999년까지는 청주시외버스터미널이 위치하고 있었다. 2014년 통합청주시 출범이후 구 흥덕구청은 서원구청으로 활용 중이다.

## 주요 시설
- 청주종합경기장
  - 청주야구장
- 청주예술의전당
- 청주의료원
- 서원구청
- CJB 청주방송

## 역사
- 1895년 충청북도 청주군 서주내면 사창리
- 1914년 충청북도 청주군 사주면 사창리
- 1963년 충청북도 청주시 사직·사창동
- 1979년 충청북도 청주시 사직동
- 1982년 사직동이 사직1동과 사직2동으로 분동
- 1995년 충청북도 청주시 흥덕구 사직동
- 2014년 충청북도 청주시 서원구 사직동

## 교육
- 사직초등학교
- 한벌초등학교
- 청주여자중학교

## 아파트
| 단지명                  | 건설사                | 시행사                           | 주소 | 입주               | 비고             |
| ----------------------- | --------------------- | -------------------------------- | ---- | ------------------ | ---------------- |
| 힐스테이트 어울림 사직  | 금호산업 현대건설     | 사직3구역 주택재개발정비사업조합 |      | 2027년 6월 (예정)  | 사직3구역 재개발 |
| 청주 센텀 푸르지오 자이 | ㈜지에스건설 대우건설 | 사직1구역 주택재개발정비사업조합 |      | 2028년 12월 (예정) | 사직1구역 재개발 |